# Jorubské náboženství
Jorubské náboženství (Yoruba religion) je tradiční africké náboženství Jorubů s centrem v Nigérii. Klíčovou roli v jorubském náboženství hrají božstva nazývaná oriša, v jorubském jazyce òrìṣà. Samo jorubské náboženství se v jorubském jazyce nazývá Ìṣẹ̀ṣẹ, což je spojení dvou slov znamenající „zdroj tradice“. Jorubové jsou etnikem žijícím v Nigérii, v Beninu, v Ghaně a Togu, v menších počtech v diasporách v severní Americe, v Evropě a v několika dalších oblastech západní Afriky. Jejich centrem je Nigérie, kde tvoří přibližně 15% tamějších obyvatel. Jorubové hovoří jorubským jazykem, který patří do voltsko-nigerské větve nigero-konžské jazykové rodiny.
V jorubském náboženství existuje obsáhlá rozvinutá kosmologie. Lidé mají své àyànmọ́, což lze chápat jako předurčení, osud. Duch každého člověka se má po smrti spojit s Bohem stvořitelem, nejvyšším Bohem v jorubském panteonu, nazývaným Olodumar, jinak také Olorun (s významem „majitel oblohy“).

## Bůh Olodumar
Olodumar je nejvyšší Bůh, největší z desítek orišů. Všechna božstva – orišové – jorubského panteonu by měla být syny a dcerami Olodumareho. Jméno Boha je složeninou ze slov „vlastník zdroje stvoření, jenž se nevyprázdní“. Olodumar po stvoření světa seslal oriši vedené Obatalou, aby dotvořili podmínky pro lidský život. Obatala podle tradice založil město Ife, které je považováno za centrum jorubského náboženství. Zde měl Olodumar stvořit první lidi; stvořil je z hlíny a poté obdařil dechem života.

## Věštecký systém ifá
Systém věštění v jorubském náboženství se nazývá ifá, přičemž orišou moudrosti, poznání a věštění je Orunmila (Ọ̀rúnmìlà, dříve Irúnmọlẹ̀). Tomuto božstvu slouží kněží awo, kteří jsou znalci dvou set padesáti šesti příběhů zvaných odu. Jedná se o příběhy a modlitby, které Orunmila předal lidem, když byl na zemi. V sousedním beninskému vodunu se systém věštění nazývá fá a všeprostupující okultní síla àzě.
Velekněz ifá se nazývá babalawo a je chápán jako „otec tajemství“, jenž zájemcům zjevuje budoucnost nebo prozrazuje příčinu nepřízně prostřednictvím ifá, které čte pomocí věšteckého řetězce opele. Věštec a kněz se nazývá babalorisha a věští kromě využití věšteckého řetězu rovněž pomocí palmových ořechů a věštecké tabule. Věštec hází vždy celkem 16 ořechů na tabuli a opakuje to dvaatřicetkrát. Systém věštění rozlišuje celkem šestnáct základních obrazců, 256 odvozených skupin obrazců a ty na celkem 4096 dalších. Šestnáctkový systém má celkově v africkém náboženství dlouhou tradici. Každý kmen či etnická skupina má vlastní mýtus jeho vzniku.

Věštkyně, kněžka se nazývá lyalorisha a věští pomocí mušlí.

## Spirituální síla aṣẹ
Aṣẹ je v jorubském náboženství všeprostupující síla, na jejímž základě lze způsobit změnu, přičemž původcem aṣẹ je Olodumar. V sousedním vodunu je tato síla chápaná podobně. Zasvěcenec, který je schopen ovládat aṣẹ, se nazývá alaaṣẹ. Získání či nalezení aṣẹ závisí na morálně dobrém jednání a jemném charakteru (iwa-pele), což rovněž jedince harmonizuje s ori. Původce aṣẹ, Bůh Olodumar, je spojován se sluncem, a stejně jako život není myslitelný bez slunce, nemůže podle Jorubů nic existovat bez jisté míry aṣẹ. Jorubové podle afrikanisty a religionisty Ondřeje Havelky věří v možnost reinkarnace (atunwa) lidské duše v rodové linii.